# 藤原氏の人物一覧
藤原氏の人物一覧（ふじわらしのじんぶついちらん）
藤原氏の「藤原」は本姓であり、現在の民法における姓氏ではない。鎌倉時代以降の藤原氏の多くは近衛、三条、九条、工藤、二階堂などの家名や苗字を称するようになっている。苗字・家名での表記が一般的な人物については、各家・分派氏族の記事を参照。

## 飛鳥時代 - 奈良時代
- 藤原鎌足　藤原氏始祖、内大臣
- 藤原不比等　右大臣、贈太政大臣、藤原四兄弟の父、45代聖武天皇・46代孝謙・48代称徳天皇の祖父
- 藤原意美麻呂　鎌足の甥で婿養子
- 藤原房前 　参議、贈太政大臣 、不比等の次男　藤原北家の祖
- 藤原宇合  　参議、不比等の三男 藤原式家の祖
- 藤原武智麻呂　左大臣、贈太政大臣不比等の長男藤原南家の祖
- 藤原麻呂　 参議不比等の四男藤原京家の祖
- 藤原仲麻呂 太師（太政大臣相当）
- 藤原広嗣　大宰少弐
- 藤原種継　中納言、贈太政大臣
- 藤原清河 参議、遣唐大使
- 藤原田麻呂　右大臣兼近衛大将皇太子傳
- 藤原豊成　右大臣
- 藤原良継　内大臣、贈太政大臣51代平城天皇・52代嵯峨天皇の祖父
- 藤原継縄　右大臣行皇太子傅
- 藤原百川　参議、贈太政大臣、53代淳和天皇の祖父
- 藤原蔵下麻呂　参議
- 藤原永手　左大臣、贈太政大臣
- 藤原真楯　大納言、贈太政大臣
- 藤原魚名　左大臣
- 藤原浜成　参議
- 藤原宮子
- 光明皇后

## 平安時代前期
- 藤原内麻呂
- 藤原仲成
- 藤原真夏
- 藤原冬嗣
- 藤原葛野麻呂
- 藤原良房
- 藤原基経
- 藤原時平
- 藤原定方（勧修寺流）
- 藤原縄主
- 藤原佐世
- 藤原園人
- 藤原利仁
- 藤原敏行
- 藤原長良
- 藤原保則
- 藤原吉野
- 藤原師尹（小一条流）
- 藤原山蔭
- 藤原良門
- 藤原忠平
- 藤原緒嗣

### 女性
- 藤原乙牟漏
- 藤原薬子
- 藤原穏子
- 藤原胤子
- 藤原高子
- 藤原順子
- 藤原温子
- 藤原胤子

## 平安時代中期
- 藤原忠文
- 藤原実頼（小野宮流）
- 藤原師輔（九条流）
- 藤原伊尹
- 藤原頼忠
- 藤原兼通
- 藤原兼家
- 藤原道隆（中関白家）
- 藤原道兼
- 藤原道綱
- 藤原道長（御堂流）
- 藤原頼通
- 藤原教通
- 藤原伊周
- 藤原隆家
- 藤原公季（閑院流）
- 藤原公任
- 藤原実資
- 藤原明衡
- 藤原兼輔
- 藤原実方
- 藤原伊房
- 藤原秀郷
- 藤原行成
- 藤原元命
- 藤原義懐
- 藤原能信
- 藤原資仲
- 藤原資房
- 藤原佐理

### 女性
- 藤原安子
- 藤原威子
- 藤原懐子
- 藤原歓子
- 藤原寛子
- 藤原嬉子
- 藤原妍子
- 藤原媓子
- 藤原遵子
- 藤原彰子（上東門院）
- 藤原娍子
- 藤原詮子（東三条院）
- 藤原超子
- 藤原定子
- 紫式部
- 藤原賢子（大弐三位）

## 平安時代後期 - 鎌倉時代
- 藤原伊通
- 藤原為隆
- 藤原俊憲
- 藤原宗忠（中御門流）
- 西光
- 藤原登任
- 藤原清輔
- 藤原良経
- 藤原師実
- 藤原師通
- 藤原基俊
- 藤原朝隆
- 信西
- 藤原成親
- 藤原信頼
- 藤原顕季
- 藤原顕輔
- 藤原経清
- 藤原清衡（奥州藤原氏）
- 藤原忠通
- 藤原邦綱
- 藤原定家
- 藤原隆信
- 藤原秀康
- 藤原家隆 (従二位)
- 藤原俊成
- 藤原忠実
- 藤原為房
- 藤原経宗
- 藤原教長
- 藤原宗円
- 藤原通俊
- 藤原済時
- 藤原頼嗣（九条家）
- 藤原頼経

### 女性
- 藤原苡子
- 藤原璋子（待賢門院）
- 藤原得子（美福門院）
- 藤原聖子（皇嘉門院）
- 藤原泰子（高陽院）

## 安土桃山時代
- 藤原惺窩